# Hartington Nether Quarter
Hartington Nether Quarter är en civil parish i Storbritannien.  Den ligger i distriktet Derbyshire Dales i grevskapet Derbyshire i England, i den södra delen av landet, 210 km nordväst om huvudstaden London. Antalet invånare är 410.